# Безумовна благодать
Безумовна благодать або милосердна благодать (англ. unconditional grace, unconditional election) — це кальвіністка доктрина, що відноситься до напередвизначеної і описує вчинки та мотиви Бога до створення світу, коли за волею божою були детерміновані усі рішення людей, щодо спасіння обраних, і подальше перебування в гріхах решти, що отримало власне справедливе покарання за порушення законів викладених в новому і старому завіті Біблії. Вище перелічене було зроблене Богом лише за власними мотивами, які не залежать від яких-небудь умов або якостей, що можуть стосуватися людей.
Протилежністю безумовної благодаті є армініанський погляд на умовне обрання, згідно з яким Бог обирає для вічного спасіння тих, хто, як він передбачає, виявить свою вільну волю і відповість на Божу благодать вірою в Христа.

## Цитати з Біблії
З біблії наводяться наступні аргументації на користь доктрини:
- Ісаї 42:1: «Яків — Мій слуга, Я його підтримаю. Ізраїль — Мій вибраний, його прийняла Моя душа. Я зіслав на нього Свого Духа, — він принесе справедливий суд народам»
- Івана 15:16: «Не ви Мене вибрали, але Я вибрав вас і настановив вас, щоб ви йшли та плід приносили, і щоби плід ваш залишався, аби те, що тільки попросите від Отця в Моє Ім’я, Він вам дав.»
- Івана 1:12-13: «А тим, які прийняли Його, дав владу стати Божими дітьми, — тим, які вірять у Його Ім’я. Вони не народилися ні від крові, ні через тілесне бажання, ні через бажання чоловіка, але народилися від Бога.»
- Дії 13:48: «Чуючи це, язичники раділи і прославляли Господнє Слово; і повірили ті, хто був призначений для вічного життя.»
- Римлян 9:15-16: «Адже Він сказав Мойсеєві: Помилую, кого хочу помилувати, і змилосерджуся, над ким хочу змилосердитися! Отже, це не залежить ні від того, хто бажає, ні від того, хто біжить, але від Бога, Який милує.»
- Римлян 9:22-24: «Тож Бог, бажаючи показати гнів і виявити Свою могутність, щадив з великим терпінням посудини гніву, які були готові для знищення, щоби показати багатство Своєї слави на посудинах милості, які заздалегідь приготував для слави, — нас, яких покликав не тільки з юдеїв, але і з язичників.»
- Ефесян 1:4-5: «Оскільки Він вибрав нас у Ньому раніше від створення світу, щоб ми були святі й непорочні перед Ним у любові, наперед призначивши нас для того, щоб усиновити Собі через Ісуса Христа, згідно з уподобанням Своєї волі,»
- Ефесян 1:11: «У Ньому й ми стали спадкоємцями, які були наперед призначені за передбаченням Того, Хто все здійснює за рішенням Своєї волі,»
- Филип’ян 1:29: «Адже вам даровано через Христа не тільки вірити в Нього, а й за Нього страждати,»
- 1 Солунян 1:4-5: «Знаємо, улюблені Богом брати, про ваш вибір. Адже наше Євангеліє до вас було не тільки в слові, а й у силі та у Святому Дусі, і з повним переконанням. Ви знаєте, якими були ми між вами і задля вас.»
- 2 Солунян 2:13: «Ми ж повинні постійно дякувати Богові за вас, брати, улюблені Господом, адже Бог вибрав вас як перші плоди для спасіння в освяченні Духа та вірою в істину;»
- 2 Тимофія 1:9: «Який спас нас і покликав святим покликанням, — не за наші діла, але згідно зі Своїм наміром і благодаттю, яка дана нам в Ісусі Христі ще перед вічними часами;»

Деякі біблійні уривки висуваються як доказ того, що людська воля, а не лише божественна дія, відіграє центральну роль у спасінні:
- Повторення Закону 30:19: «Сьогодні взяв я за свідків проти вас небо й землю, життя та смерть дав я перед вами, благословення та прокляття. І ти вибери життя, щоб жив ти та насіння твоє,»
- Ісус Навин 24:25: «І склав Ісус заповіта з народом того дня, і дав йому постанови та закони в Сихемі.»

Кальвіністи зазвичай розуміють перші рядки як вікно в божественну перспективу, а другі рядки - як річ про людську перспективу, яка закликає людей йди на шлях спасіння, дароване їм Богом.